# Hounsfield (New York)
Hounsfield est une ville située dans le comté de Jefferson, dans l'État de New York, aux États-Unis,. En 2010, elle comptait une population de 3 466 habitants.

## Démographie
Lors du recensement de 2010, la ville comptait une population de 3 466 habitants. Elle est estimée, en 2016, à 3 445 habitants.